# Шиц, Александр Давыдович
Александр Давыдович Шиц (1902, Николаев — 1942, Москва) — инженер-механик, один из руководителей авиационной промышленности СССР в 1938 — 1942 годах.

## Биография
Окончил МВТУ им. Баумана.
Работал стажером, инженером-конструктором, заместителем начальника цеха на авиастроительном заводе № 1 (1926—1936).
Во время гражданской войны в Испании участвовал как специалист в организации ремонта и сборки советских самолетов для республиканской авиации (1936—1938, Реус).
Главный инженер и заместитель директора авиастроительного завода № 124 (1938—1940, Казань), заместитель начальника, главный инженер, начальник Первого главного управления Наркомата авиационной промышленности (1940—1942).
Руководил производством и выпуском боевых самолетов разных типов: истребителей, штурмовиков, бомбардировщиков.
Правительственные награды: Орден Ленина, Орден Красной Звезды, Орден «Знак Почёта».
Похоронен на Новодевичьем кладбище.